# 石抹九柱
石抹九柱，又作石抹九住，契丹族，石抹氏，金朝末年将领。
金哀宗天兴年间，石抹九柱为息州行帅府事。当时蒙古帝国大军南下，金国朝廷濒临灭亡，天兴二年（1233年）正月，金哀宗放弃汴京（今河南开封），逃入归德府（今河南商丘南）。金国统治者内部倾轧不断。石抹九柱喜豪华，出门侍从盈路，致使北面总帅完颜娄室等三帅妒忌他，渐渐生出猜疑，各集兵士、甲仗，夜则披甲为备。他被诬告谋反，险些被杀，幸亏为蔡州行帅府事乌古论栲栳所救护，在金哀宗面前力辩曲直，得免，解除帅职，授户部郎中。